# Planchonia timorensis
Planchonia timorensis là một loài thực vật có hoa trong họ Lecythidaceae. Loài này được Blume miêu tả khoa học đầu tiên năm 1851.